# Ognon (folyó)
Az Ognon folyó Franciaország területén, Burgundia-Franche-Comté régióban, a Saône bal oldali mellékfolyója.

## Földrajzi adatok
Haut-du-Them-Château-Lambert-nél, Haute-Saône megyében a Vogézekban ered 904 méter magasan,  és Pontailler-sur-Saône-nál, Côte-d’Or megyében torkollik a Saône-ba. Hossza 213,6 km, vízgyűjtő területe 2308 km². Átlagos vízhozama 35 m³ másodpercenként.
Mellékfolyói a Rahin, Scey, Reigne, Linotte és a Résie.

## Megyék és városok a folyó mentén
- Haute-Saône : Servance, Mélisey, Lure, Villersexel, Montbozon, Pesmes
- Doubs : Rigney
- Jura : Mutigney
- Côte-d’Or : Perrigny-sur-l’Ognon